# Pajuluoto (ö i Norra Karelen, Pielisen Karjala, lat 63,34, long 29,91)
Pajuluoto är en ö i Finland. Den ligger i sjön Pielisjärvi och i sjön Pielisjärvi och i kommunen Lieksa i den ekonomiska regionen  Pielinen-Karelen  och landskapet Norra Karelen, i den östra delen av landet, 400 km nordost om huvudstaden Helsingfors. Öns area är 0,9 hektar och dess största längd är 410 meter i sydöst-nordvästlig riktning.